# 잊혀진 여인
"잊혀진 여인"은 1969년 공개된 대한민국의 영화이다.

## 배역
- 신영균
- 전계현
- 박노식
- 문희
- 허장강
- 이경희
- 김칠성
- 최성호
- 장혁

## 수상
- 1970년 제13회 부일영화상
  - 감독상 - 정소영
  - 여우주연상 - 전계현